# Csobád
Csobád község Borsod-Abaúj-Zemplén vármegye Encsi járásában.

## Fekvése
Miskolctól körülbelül 25 kilométerre északkeletre helyezkedik el, a Hernád völgyében, Szikszó és Encs között nagyjából félúton.
A közvetlenül határos települések: északkelet felől Ináncs, kelet felől Hernádszentandrás, délkelet felől Felsődobsza, dél felől Hernádkércs (utóbbi kettő a Hernád túlpartján), délnyugat felől Kiskinizs, északnyugat felől pedig Léh.
A környező települések közül Ináncs 5, Halmaj 6, Forró és Kázsmárk 7-7, Aszaló 9 kilométerre fekszik; a legközelebbi város a szintén 9 kilométerre található Encs.

### Megközelítése
Főutcája a 3-as főút, ezen érhető el Miskolc-Szikszó és Encs felől is. A hazai vasútvonalak közül a Felsőzsolca–Hidasnémeti-vasútvonal érinti, melynek egy megállási pontja van itt, Csobád megállóhely, a belterület délkeleti szélén.

## Története
Csobád neve először 1323-ban Chabad néven egy királyi ember nevében tűnt fel.
1329-ben már egyházas hely volt, ekkor egyházának papját is említették egy oklevélben.
1332-ben a pápai tizedjegyzék szerint papja 12 garas pápai tizedet fizetett.
Az eredeti település a Hernád folyó mellett állt, de a gyakori árvizek miatt a lakók áttelepültek a magasabban fekvő területekre.

## Közélete

### Polgármesterei
- 1990–1994: Szobota Béla (KDNP)[3]
- 1994–1998: Bukovenszki István (független)[4]
- 1998–2002: Bukovenszki István (független)[5]
- 2002–2006: Bukovenszki István (független)[6]
- 2006–2010: Bukovenszki István (független)[7]
- 2010–2014: Bukovenszki István (független)[8]
- 2014–2019: Hudopkó József (Fidesz-KDNP)[9]
- 2019–2024: Hudopkó József (Fidesz-KDNP)[10]
- 2024– : Hudopkó József (Fidesz-KDNP)[1]

## Népesség
A település népességének változása:
| Lakosok száma | 675  | 665  | 667  | 695  | 654  | 680  | 693  |
|               | 2013 | 2014 | 2015 | 2021 | 2022 | 2023 | 2024 |

2001-ben a település lakosságának 77%-a magyar, 23%-a cigány nemzetiségűnek vallotta magát.
A 2011-es népszámlálás során a lakosok 93,8%-a magyarnak, 22,2% cigánynak mondta magát (6,2% nem nyilatkozott; a kettős identitások miatt a végösszeg több lehet 100%-nál). A vallási megoszlás a következő volt: római katolikus 60,4%, református 13%, görögkatolikus 13,4%, felekezeten kívüli 2,1% (11% nem válaszolt).

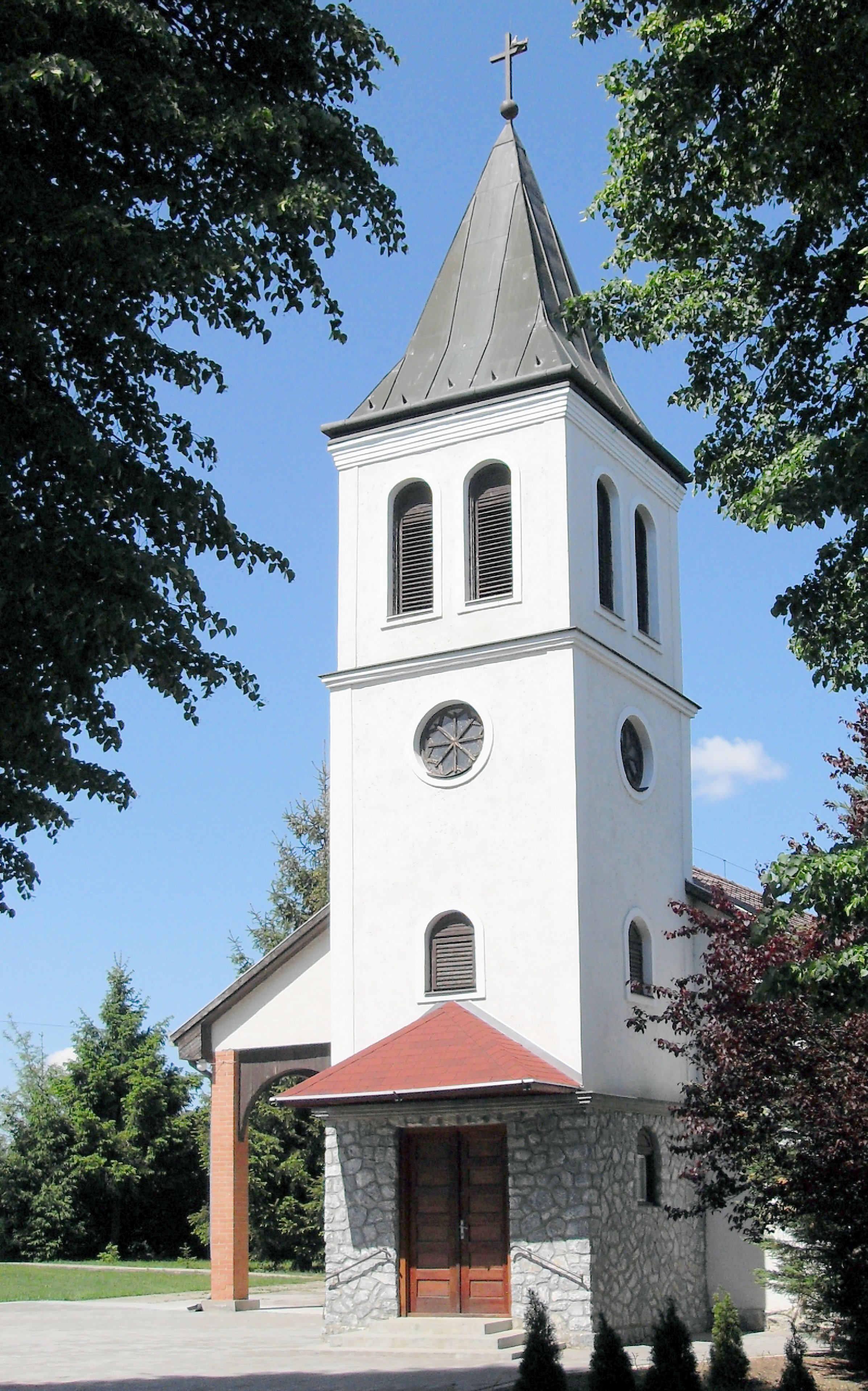
Romai katolikus templom

2022-ben a lakosság 84,9%-a vallotta magát magyarnak, 16,1% cigánynak, 0,5% örménynek, 0,3% ruszinnak, 0,3% németnek, 0,2% görögnek, 0,2% románnak, 0,2% ukránnak, 1,4% egyéb, nem hazai nemzetiségűnek (14,8% nem nyilatkozott; a kettős identitások miatt a végösszeg nagyobb lehet 100%-nál). Vallásuk szerint 34,3% volt római katolikus, 9,5% református, 11% görög katolikus, 0,2% egyéb keresztény, 0,2% izraelita, 8% felekezeten kívüli (36,7% nem válaszolt).